# Armero (película)
Armero es una película colombiana estrenada en 2017, dirigida por Christian Mantilla-Vargas y basada en la trágica historia de Armero, la ciudad colombiana que desapareció tras una avalancha producida por la erupción del Nevado del Ruiz.

## Sinopsis
La película narra la historia de amor entre Omaira, una estilista que tiene muy pocas probabilidades de ser madre; y Ramiro, un mecánico y recolector de algodón, en medio de la tragedia de Armero.

## Reparto
- Benjamín Herrera como Ramiro.
- Yuliét Flórez como Omaira.
- Humberto Arango
- Toto Vega
- Aída Morales
- Mauricio Figueroa
- Alejandro Buenaventura
- Nórida Rodríguez
- Jaime Serrano
- Jenny Gabriela Silva
- Edgar Jesús Rojas
- Dámaris Esparza
- Walter Ardila
- Holtzman Núñez

## Recepción
El filme se convirtió en la película colombiana más taquillera en su fin de semana de estreno en Colombia, superando a producciones de Hollywood. Las críticas fueron mixtas, por una parte se elogia el trabajo de actores naturales y el ánimo de homenajear a las víctimas de la tragedia, pero por otra se critican algunas actuaciones exageradas y el hecho de que el filme se centre en una historia de amor y no en la tragedia en sí.

## Premios y nominaciones
| Año  | Premio                                        | Categoría          | Resultado |
| ---- | --------------------------------------------- | ------------------ | --------- |
| 2017 | 9 Festival Internacional de Cine de Santander | Premio del público | Ganadora  |